# Qendër (Mallakastër)
Qendër è una frazione del comune di Mallakastër in Albania (prefettura di Fier).
Fino alla riforma amministrativa del 2015 era comune autonomo, dopo la riforma è stato accorpato, insieme agli ex-comuni di Aranitas, Ballsh, Fratar, Greshicë, Hekal, Kutë, Ngraçan e Selitë a costituire la municipalità di Mallakastër.